# 虎颜花属
虎颜花属（学名：Tigridiopalma）是野牡丹科下的一个属，为草本植物。该属仅有虎颜花（Tigridiopalma magnifica）一种，分布于中国广东南部。